# Adriano (protoespatário)
Adriano (em grego medieval: Ἀδριανός; romaniz.: Adrianós; em latim: Adrianus) foi um oficial bizantino do século IX/XI. Segundo sua inscrição tumular encontrada em Perinto, na Trácia, era um protoespatário imperial e esposo de Cale (Καλή), uma dama que faleceu no mês de janeiro.